# Улица Александра Матросова (Самара)
У́лица Алекса́ндра Матро́сова  — улица в Советском и Промышленном районах города Самары.
Проходит между улицей Красных коммунаров и проспектом Карла Маркса. Пересекает Физкультурную улицу, улицы Победы и Свободы, Вольскую и Сердобскую улицы, проспект Юных пионеров, Ставропольскую, Нагорную, Трудовую, Черемшанскую, Брестскую и Мирную улицы.

## Этимология годонима
Двенадцатая линия Безымянки до 28 августа 1951 года. С 1951 по 1965 годы — Томашевский проезд.
16 сентября 1965 года переименована в честь Героя Советского Союза Александра Матросова (1924—1943). 

## Транспорт
Начало
остановка: улица А. Матросова (на улице Победы)
- троллейбус №№ 4, 4к, 7, 8, 9, 10, 15;
- автобусы: по регулируемому тарифу - №№ 34, 41, 55, 75, по нерегулируемому тарифу - №№ 89, 226;
- пригородные автобусы: по регулируемому тарифу - № 474, по нерегулируемому тарифу - №№ 124, 126с, 126ю, 368, 417, 480;
- Ближайшая станция метрополитена — Безымянка;
- Ближайшая станция пригородных электропоездов - Безымянка.

Середина
остановка: улица А. Матросова (на Вольской улице)
- троллейбус № 15;
- автобусы: по регулируемому тарифу - №№ 9, 38, по нерегулируемому тарифу - № 99.

Конец
- автобусная остановка: Ставропольская улица - по улице Александра Матросова ходит автобусный маршрут № 38 — на участке от Вольской улицы до Ставропольской улицы;
- трамвайная остановка: Школа - маршруты №№ 7, 9, 11, 12, 13, 19, 21, 23, 24к, 25.

Троллейбусная линия от Вольской улицы до улицы Победы используется в служебных целях (регулярного пассажирского движения нет).

## Здания
- № 46/25 — пивной бар Самарская Лука;
- № 50 — общественная организация Орбита совет ТОС Промышленного района Городского округа Самара;
- № 53А — салон красоты Александрия ООО;
- № 74 — школа эротического танца «ВУЛКАН»;
- № 78 — Эльфорт ООО;
- № 141А — издательство Медиа-Макс;
- № 153 — Мета-Сервис ООО.

## Почтовые индексы
443063: 18, четные дома 38-50, четные дома 74-90; 

443058: четные дома 2-16; 

443016: четные дома 92-164; 

443008: 3, 5;

443016: нечетные дома 139—165; 

443063: нечетные дома 17-57; 

443058: нечетные дома 7-15.